# Ilhas Virgens Britânicas nos Jogos Olímpicos de Verão de 1988
As Ilhas Virgens Britânicas participaram dos Jogos Olímpicos de Verão de 1988, em Atlanta, nos Estados Unidos. A nação estreou nos Jogos em 1984 e esta foi sua 2ª participação.

## Desempenho

### Atletismo
| Atleta        | Prova          | Elims. | Elims.     | Quartas     | Quartas     | Semifinal   | Semifinal   | Final       | Final       |
| Atleta        | Prova          | Res.   | Pos.       | Res.        | Pos.        | Res.        | Pos.        | Res.        | Pos.        |
| ------------- | -------------- | ------ | ---------- | ----------- | ----------- | ----------- | ----------- | ----------- | ----------- |
| Lindel Hodge  | 100m masculino | 10.79  | 6º/bat. 9  | Não avançou | Não avançou | Não avançou | Não avançou | Não avançou | Não avançou |
| Lindel Hodge  | 200m masculino | 21.78  | 5º/bat. 6  | Não avançou | Não avançou | Não avançou | Não avançou | Não avançou | Não avançou |
| Willis Todman | 400m masculino | 50.11  | 7º/bat. 10 | Não avançou | Não avançou | Não avançou | Não avançou | Não avançou | Não avançou |

### Vela
| Atleta           | Classe            | Regatas | Regatas | Regatas | Regatas | Regatas | Regatas | Regatas | Total pts. | Pos. |
| Atleta           | Classe            | 1       | 2       | 3       | 4       | 5       | 6       | 7       | Total pts. | Pos. |
| ---------------- | ----------------- | ------- | ------- | ------- | ------- | ------- | ------- | ------- | ---------- | ---- |
| Matthew Arneborg | Lechner masculino | 33      | 28      | 34      | 31      | (52)    | 34      | 52      | 212        | 29º  |